# 特雷奥冈
特雷奥冈（法語：Tréogan，法語發音：[tʁeɔgɑ̃]）是法国阿摩尔滨海省的一个市镇，位于该省西南角，和菲尼斯泰尔省及莫尔比昂省接壤，属于甘冈区。

## 地理
特雷奥冈（48°11'21"N, 3°31'12"W）面积7.1 平方千米，位于法国布列塔尼大區阿摩尔滨海省，该省份为法国西北部沿海省份，位于布列塔尼半岛北部，北濒大西洋英吉利海峡，西接菲尼斯泰尔省，南至莫尔比昂省，东临伊勒-维莱讷省。
与特雷奥冈接壤的市镇（或旧市镇、城区）包括：古兰、朗戈内、普莱万、莫特雷夫、圣埃尔南。

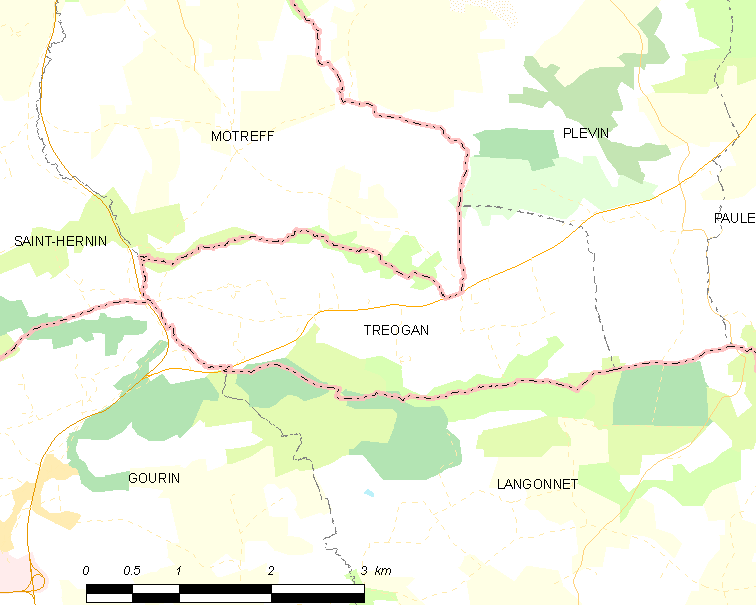
特雷奥冈的OSM定位图

特雷奥冈的时区为UTC+01:00、UTC+02:00（夏令时）。

## 行政
特雷奥冈的邮政编码为22340，INSEE市镇编码为22373。

## 政治
特雷奥冈所属的省级选区为罗斯特勒南县。

## 人口

1962-2008年间特雷奥冈人口变化图示

特雷奥冈于2022年1月1日时的人口数量为107人。